# Penicillium donkii
Penicillium donkii är en svampart som beskrevs av Stolk 1973. Penicillium donkii ingår i släktet Penicillium och familjen Trichocomaceae.   Inga underarter finns listade i Catalogue of Life.